# Christian Süß
Christian Süß (Ahlen, 28 juli 1985) is een Duits professioneel tafeltennisspeler. Hij won samen met zijn landgenoot Timo Boll het dubbeltoernooi van de ITTF Pro Tour Grands Finals in zowel 2005 als 2009. Samen met hem werd hij zowel in 2007, 2008 als 2009 Europees kampioen en in 2005 verliezend finalist op het wereldkampioenschap dubbelspel voor mannen.
Süß bereikte in juli 2010 zijn hoogste positie op de ITTF-wereldranglijst, toen hij negentiende stond.

## Sportieve loopbaan
Süß bereikte samen met Boll in 2005 voor de tweede keer in zijn carrière een WK-finale, nadat hij in Doha 2004 zilver won met de Duitse ploeg op het landentoernooi. De titel ging daarbij naar China. Ook in 2005 kon het Duitse duo niet voorkomen dat de dubbelspeltitel voor mannen voor de zevende keer op rij naar Chinezen ging, ditmaal in de vorm van het duo Kong Linghui en Wang Hao.
In de finale van de ITTF Pro Tour Grands Finals 2005 was het wel raak. Süß werd er samen met Boll het eerste niet-Aziatische duo dat deze titel op haar naam schreef sinds de oprichting van het evenement in 1996.
Süß is sinds 2002 actief op zowel enkel- als dubbelspeltoernooien van de ITTF Pro Tour. In 2004 won hij daarop in het dubbelspel van de Polen Open zijn eerste titel. In clubverband kwam hij onder meer uit voor Borussia Düsseldorf in de Duitse Bundesliga.

## Erelijst
Belangrijkste resultaten:
- Zilver op de Olympische Zomerspelen 2008 in het landentoernooi (met Duitsland)
- Zilver op het wereldkampioenschap dubbelspel 2005 (met Timo Boll)
- Zilver op het WK landenploegen 2004 (brons in 2006)

- Winnaar Europese kampioenschap dubbelspel 2007, 2008 en 2009 (alle drie met Timo Boll)
- Winnaar Europese kampioenschap voor landenploegen 2007 en 2008 (met Duitsland)
- Winnaar Europees Jeugdkampioenschap (EJK) enkelspel 2000 (cadetten), 2002 en 2003 (junioren)
- Winnaar Europees Jeugdkampioenschap (EJK) dubbelspel 2002 en 2003 (junioren)
- Winnaar World Junior Circuit 2002

ITTF Pro Tour:
- Winnaar ITTF Pro Tour Grands Finals dubbelspel 2005 (met Timo Boll)
- Winnaar ITTF Pro Tour Grands Finals dubbelspel 2009 (met Timo Boll)
- Winnaar Polen Open dubbelspel 2004 (beide met Timo Boll)
- Winnaar Duitsland Open dubbelspel 2004 en 2009 (met Timo Boll)
- Winnaar Japan Open dubbelspel 2005 (met Timo Boll)
- Winnaar Taipei Open dubbelspel 2007 (met Dimitrij Ovtcharov)

- Gemeinsame Normdatei: 1103166867
- Virtual International Authority File: 12146574876638150939